# إدسون مونتانيو
إدسون مونتانيو (بالإسبانية: Edson Eli Montaño Angulo)‏ هو لاعب كرة قدم إكوادوري في مركز الهجوم، ولد في 15 مارس 1991 في غواياكيل في الإكوادور. شارك مع منتخب الإكوادور تحت 20 سنة لكرة القدم ومنتخب الإكوادور لكرة القدم. أما مع النوادي، فقد لعب مع نادي أوكاس ونادي برشلونة ونادي ديبورتيفو إل ناسيونال ونادي غينت ونيوكاسل يونايتد جتس.

## وصلات خارجية
- إدسون مونتانيو على موقع الاتحاد الدولي (مؤرشف)  (الإنجليزية)
- إدسون مونتانيو على موقع قاعدة بيانات كرة القدم.إي يو (الإنجليزية)
- إدسون مونتانيو على موقع ناشيونال فوتبول تيمز (الإنجليزية)
- إدسون مونتانيو على موقع Soccerway.com (الإنجليزية)